# Hermandad
Hermandad, letteralmente "fratellanza" in spagnolo, fu una forza di pacificazione costituita da uomini armati, che divenne caratteristica della vita municipale nella Spagna del Medioevo, specialmente nel Regno di Castiglia.  

## Storia
I re spagnoli, durante il Medioevo, spesso non furono capaci di assicurare ai cittadini un'adeguata protezione contro bande di briganti che imperversavano nel paese e pertanto, intorno al XII secolo, sorsero delle leghe municipali preposte alla difesa dei cittadini contro banditi e nobili locali che opprimevano il popolo. Queste organizzazioni avevano carattere temporaneo in risposta alle esigenze del momento, ma iniziarono a divenire sempre più permanenti. Il primo esempio documentato della costituzione di una hermandad si ebbe quando le città rurali del nord decisero di proteggere le strade del Cammino di Santiago verso Santiago di Compostela in Galizia, per dare ai pellegrini una protezione dalle azioni dei cavalieri. Nel corso del Medioevo queste fratellanze erano frequentemente formate da leghe di città per proteggere le strade di collegamento alle stesse. Le hermandades erano, occasionalmente, utilizzate anche per motivi politici. Esse agivano, in una certa misura, come i tribunali Fehmic in Germania. Tra le più potenti è stata la lega del nord castigliano e Paese basco, la Hermandad de las Marismas: Toledo, Talavera  e Villa Real. 
Come uno dei loro primi atti dopo la guerra di successione,  Ferdinando e Isabella istituirono una organizzazione centralizzata ed efficiente, la Santa Hermandad. Adattarono l'attuale modulo di Hermandad allo scopo di creare una forza di polizia generale, sotto la direzione di funzionari nominati da loro stessi, e dotato di ampi poteri di giurisdizione, anche nei casi di esecuzioni capitali. Le hermandades esistenti continuarono ad operare come modeste unità di polizia locale fino alla loro soppressione definitiva nel 1835.